# Darenth
Darenth est un village et un civil parish dans le District de Dartford dans le Kent. La paroisse est située à trois miles (4,8 km) au sud-est de Dartford.
L'église paroissiale est dédiée à Sainte-Marguerite d'Antioche.